# Eumenes flavus
Eumenes flavus är en stekelart som först beskrevs av Magrett.  Eumenes flavus ingår i släktet krukmakargetingar, och familjen Eumenidae.

## Underarter
Arten delas in i följande underarter:
- E. f. leptogaster
- E. f. tripolitanus